# 胡汝嘉
胡汝嘉（？—？），字懋中，號秋宇，南京鷹揚衛人，官籍，明朝政治人物。

## 生平
應天府鄉試第二十六名舉人。嘉靖三十二年（1553年）中式癸丑科二甲第五十七名進士。改翰林院庶吉士，丁忧起复，三十四年十月授编修，四十二年十月充副使，册封吉世子朱翊镇为吉王、吴氏为长沙王妃。隆慶中任南京礼部仪制司郎中，五年（1571年）二月升广西按察司佥事、提调学校，六年四月调任浙江提学佥事，十一月升四川右参议，万历元年（1573年）四月乞终养归。十月改补河南右参议，四年四月升山西副使，调浙江分巡金衢道兵备副使，六年十一月照有疾例致仕。

## 家族
曾祖胡鏞；祖父胡徹；父胡璟。前母陳氏；前母李氏；嫡母丁氏；生母熊氏。兄汝庭、弟汝明。